# کارلوس سانچس
کارلوس سانچس (انگلیسی: Carlos Andrés Sánchez؛ زادهٔ ۲ دسامبر ۱۹۸۴) بازیکن فوتبال اهل اروگوئه است.
از باشگاه‌هایی که در آن بازی کرده‌است می‌توان به باشگاه فوتبال ریور پلاته، باشگاه فوتبال لیورپول (مونته‌ویدئو)، باشگاه فوتبال گودوی کروز و باشگاه فوتبال مونتری اشاره کرد.
وی همچنین در تیم ملی فوتبال اروگوئه بازی کرده‌است.